# Württemberg-Baden

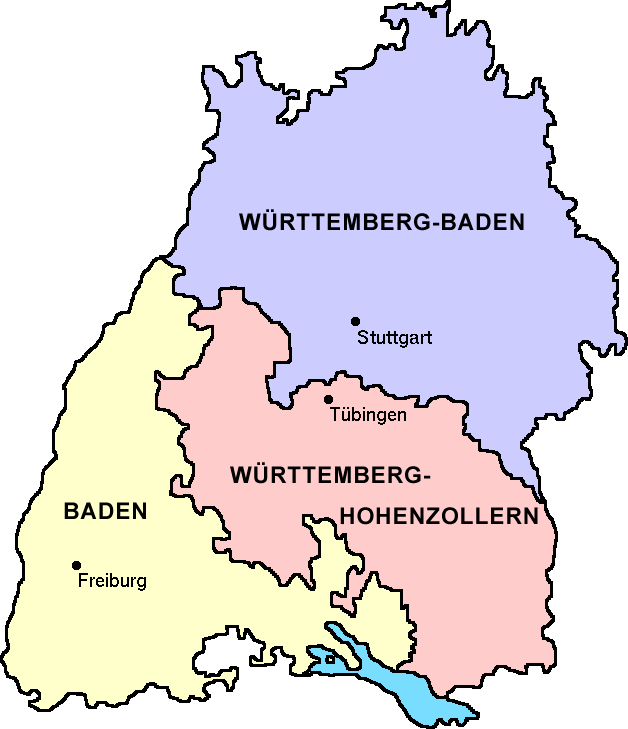
Baden-Württemberg med Württemberg-Baden i blått.

Württemberg-Baden, område i Württemberg och Baden som 1952 blev del av den nya delstaten (förbundslandet) Baden-Württemberg i Västtyskland. Württemberg-Baden ingick 1946–1949 i organisationen Länderrat des amerikanischen Besatzungsgebietes (de) och var 1949–1952 ett av Västtysklands förbundsländer. 
Württemberg-Baden skapades genom att de norra delarna av Baden och Württemberg slogs samman som en del av den amerikanska ockupationszonen. Området skapades för att amerikanerna skulle ha hela motorvägssträckan Karlsruhe-München (nuvarande A8) i sin ockupationszon. Württemberg-Baden hade Stuttgart som huvudstad och hade 3,5 miljoner invånare på en yta av 15 700 km². Württemberg-Baden grundades 1946 och blev 1949 en delstat i Västtyskland.
En folkomröstning ledde fram till att Württemberg-Baden upphörde och blev en del av den nya delstaten Baden-Württemberg. Innan folkomröstningen 9 december 1951 ägde en bitter kamp rum mellan förespråkare och motståndare av den planerade Sydväststaten ("Südweststaat"). De ledande förespråkarna för en sammanslagningen var Württemberg-Badens ministerpresident Reinhold Maier och Württemberg-Hohenzollerns statspresident Gebhard Müller.